# Ivan Strelbitskij
Ivan Afanasievitj Strelbitskij (ryska: Иван Афанасьевич Стрельбицкий), född 30 juni (18 juni enligt g.s.) 1828 i Golenka, guvernementet Poltava, död 28 juli (gamla stilen: 15 juni) 1900 i Sankt Petersburg, var en rysk general, kartograf och statistiker.

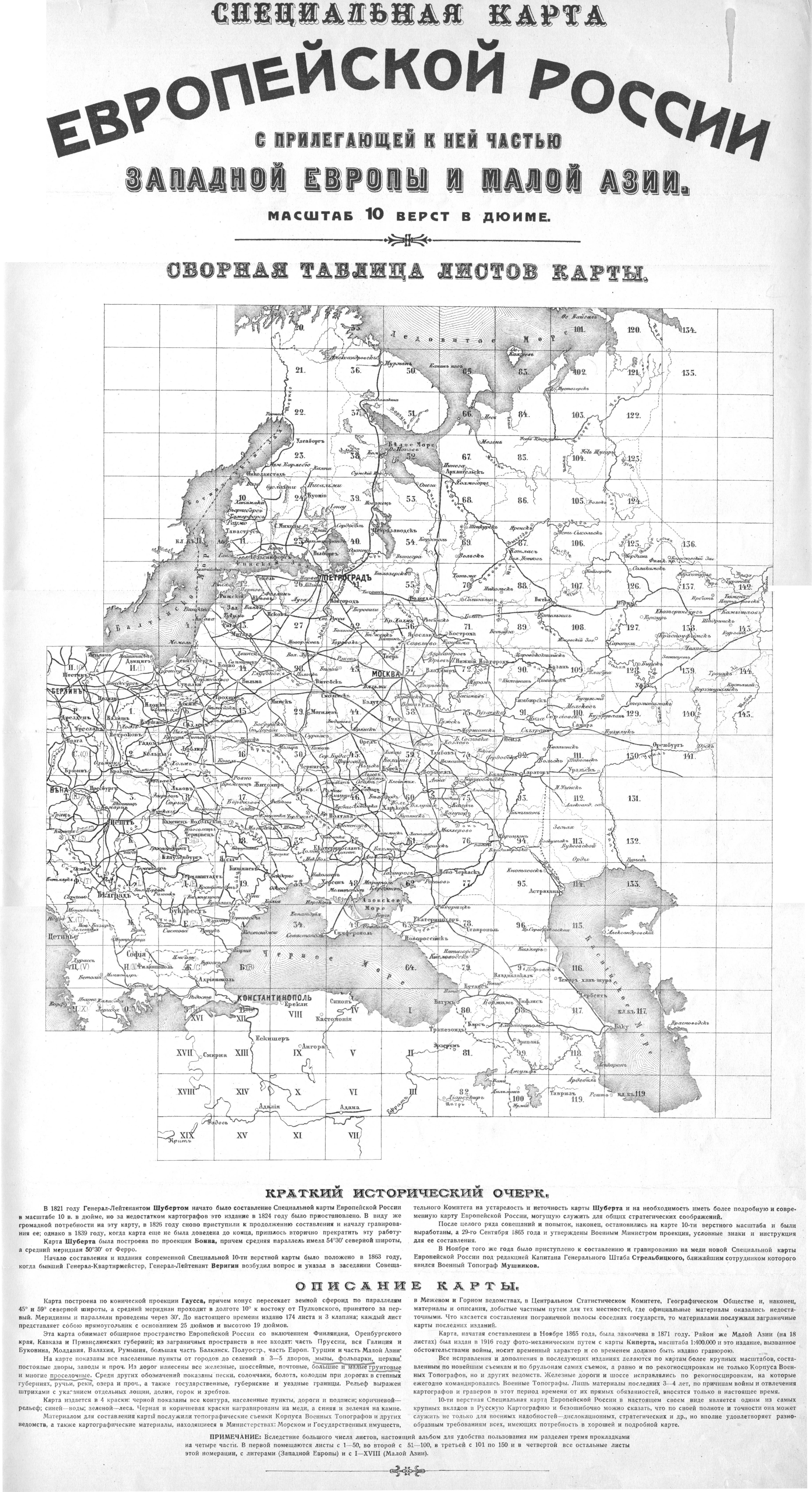
Strelbitskijs karta över europeiska Ryssland.

Strelbitskij ledde utgivningen av stora generalstabens karta över Ryssland (170 blad i skalan 1:420 000, 1863-76). Han utarbetade bland annat en karta över landsbygden, på vilken anges de jordegendomar, som skulle tillhöra de livegna, en karta över stenkolsbäckenet vid Donets (1869), som gav första väckelsen till en mängd gruvföretag där, en beräkning av Rysslands areal (1874) jämte en prisbelönt specialkarta över europeiska Ryssland, Possessions des turcs sur le continent européen 1700-1879 (15 kartor), "Rysslands landtillväxt 1855-80" och La superficie de l'Europe (1882), som intar hög rang i den geografiska litteraturen.